# 2M
2M este o televiziune publică generalistă din Maroc lansată pe data de 4 martie 1989.